# Angelica and Susie's Pre-School Daze
Angelica and Susie's Pre-School Daze è il secondo spin-off de I Rugrats. In Italia è inedito.

## Personaggi
- Angelica Pickles
- Susie Carmichael
- Harold Frumpkin
- Clark
- Johnny
- Jake
- Fred
- Willy
- Dulce
- Savannah
- Mrs. Weemer, the teacher
- Myka Pickles
- Leonardo

## Episodi
- Good News, Bad News
- Picture Imperfect
- Tree's A Crowd
- Finder's Kreepers